# 鄧稚鳳
鄧稚鳳（1928年5月24日—）是一位前美国俄勒冈州议会议员。她是第一位在美国州参议院任职的华裔美国人。 

## 生平
鄧稚鳳出生於上海。她的父亲是两家纺织厂的廠長、一家夜总会、一家酒店以及一家汽车经销店的老闆，她小時候就读于一所女子学校。中国抗日战争期間，该女子学校迁至租界。1946年，鄧稚鳳從高中畢業。 之後前往圣约翰大学就讀。
1948年9月，鄧稚鳳來到纽约的巴纳德学院就讀並於1951年获得经济学学士学位。後來她前往哥伦比亚大学攻读会计硕士学位，但未能順利畢業。
1953年6月7日，鄧稚鳳在纽约市的河滨教堂与斯蒂芬·叶结婚。1956年，她與丈夫前往奥尔巴尼定居。
1976年，鄧稚鳳代表美國民主黨當選俄勒冈州众议院議員 。
1982年，鄧稚鳳當選俄勒冈州俄勒冈州参议院議員。2003年1月，鄧稚鳳退休。
2017年，出版自傳《東方遇見西方：一座溝通祖國與居住國之間的理解、友誼、信任、和平與繁榮的橋樑》（East Meets West: A Bridge to Understanding, Friendship, Trust, Peace and Prosperity Between My Mother and Adopted Countries）。